# Municipio Ocurí
Das Municipio Ocurí ist ein Verwaltungsbezirk im Departamento Potosí im südamerikanischen Anden-Staat Bolivien.

## Lage im Nahraum
Das Municipio Ocurí ist eines von fünf Municipios in der Provinz Chayanta. Es grenzt im Norden und Westen an das Municipio Colquechaca, im Südwesten an die Provinz Tomás Frías, im Südosten an die Provinz Cornelio Saavedra und im Osten an das Municipio Ravelo. Es erstreckt sich über etwa 65 Kilometer in nord-südlicher und über 35 Kilometer in ost-westlicher Richtung.
Der zentrale Ort des Municipios ist die Ortschaft Ocurí mit 1722 Einwohnern (2012) im Zentrum des Municipios.

## Geographie
Das Municipio Ocurí liegt zwischen dem bolivianischen Altiplano im Westen und der Anden-Gebirgskette der Cordillera Central im Osten. Die Region ist geprägt durch ein ausgesprochenes Tageszeitenklima, bei dem die Temperaturen zwischen Tag und Nacht stärker schwanken als im durchschnittlichen Jahresverlauf.
Die mittlere Durchschnittstemperatur der Region liegt bei knapp 9 °C, die Monatsdurchschnittstemperaturen liegen bei 5 °C im Juni und Juli und knapp oberhalb von 10 °C von November bis März. Der Jahresniederschlag beträgt 460 mm (siehe Klimadiagramm Ocurí), wobei von Mai bis September eine ausgeprägte Trockenzeit mit Monatsniederschlägen von unter 15 mm herrscht, von Dezember bis Februar eine Feuchtezeit mit 80 bis 100 mm monatlich.

## Bevölkerung
Die Einwohnerzahl des Municipios Ocurí ist zwischen 1992 und 2024 nur wenig angestiegen:
| Jahr | Einwohner | Quelle       |
| ---- | --------- | ------------ |
| 1992 | 14.354    | Volkszählung |
| 2001 | 18.516    | Volkszählung |
| 2012 | 16.448    | Volkszählung |
| 2024 | 14.367    | Volkszählung |

Die Bevölkerungsdichte des Municipios bei der letzten Volkszählung von 2024 betrug 18,2 Einwohner/km². Der Anteil der städtischen Bevölkerung ist 0 Prozent. Der Anteil der unter 15-Jährigen an der Bevölkerung beträgt 44 Prozent, die Lebenserwartung der Neugeborenen liegt bei 53 Jahren. (2001)
Der Alphabetisierungsgrad bei den über 19-Jährigen beträgt 40 Prozent, und zwar 61 Prozent bei Männern und 20 Prozent bei Frauen. (2001)
Wichtigste Sprache mit einem Anteil von 78 Prozent ist Quechua. 90 Prozent der Bevölkerung sind katholisch, 3 Prozent evangelisch. (1992)
89 Prozent der Bevölkerung haben keinen Zugang zu Elektrizität, 98 Prozent leben ohne sanitäre Einrichtung. (2001)

## Politik
Ergebnisse der Regionalwahlen (concejales del municipio) vom 4. April 2010:
| Wahl- berechtigte |  | Wahl- beteiligung | gültige Stimmen |  | MAS-IPSP | M.O.P. | LIDER |
| ----------------- |  | ----------------- | --------------- |  | -------- | ------ | ----- |
| 5.692             |  | 4.331             | 2.609           |  | 1.417    | 997    | 195   |
|                   |  | 76,1 %            | 60,2 %          |  | 54,3 %   | 38,2 % | 7,5 % |

Ergebnis der Regionalwahlen (elecciones de autoridades políticas) vom 7. März 2021:
| Wahl- berechtigte |  | Wahl- beteiligung | gültige Stimmen |  | MAS-IPSP | AS      | M.O.P. | PAN-BOL |
| ----------------- |  | ----------------- | --------------- |  | -------- | ------- | ------ | ------- |
| 5.092             |  | 4.041             | 2.858           |  | 1.573    | 698     | 192    | 178     |
|                   |  | 79,36 %           | 70,73 %         |  | 55,04 %  | 24,42 % | 6,72 % | 6,32 %  |

## Gliederung
Das Municipio unterteilt sich in die folgenden vier Kantone (cantones):
- 05-0404-01 Kanton Ocurí – 85 Ortschaften – 8.063 Einwohner
- 05-0404-02 Kanton Maragua – 84 Ortschaften – 4.756 Einwohner
- 05-0404-03 Kanton Marcoma – 37 Ortschaften – 1.295 Einwohner
- 05-0404-04 Kanton Chairapata – 26 Ortschaften – 2.334 Einwohner

## Ortschaften im Municipio Ocurí
- Kanton Ocurí
  - Ocurí 1722 Einw. – Llucho 351 Einw. – Tarowaque 105 Einw.

- Kanton Maragua
  - Maragua 493 Einw.

- Kanton Marcoma
  - Marcoma 76 Einw.

- Kanton Chairapata
  - Milluni 306 Einw. – Chairapata 169 Einw. – Soratiri 91 Einw.